# Карпогорский район
Карпогорский район — административно-территориальная единица в составе Северного края, Северной области и Архангельской области, существовавшая в 1929—1959 годах. Центр — Карпогоры.
Район был образован в 1929 в составе Архангельского округа на территории бывших Карпогорский, Сурской и части Пинежской волостей Архангельского уезда Архангельской губернии. Делился на 16 сельсоветов: Ваймужский, Веркольский, Ерконемский, Карпогорский, Кеврольский, Кротовский, Лавельский, Нюхченский, Пиринемский, Поганецкий, Покшеньгский, Сулецкий, Сурский, Шардонемский, Шотогорский, Явзорский.
В 1931 году Ерконемский сельский совет был переименован в Кушкопальский. В 1932 году был образован Быстровский сельсовет. В 1935 году Поганецкий сельсовет был переименован в Городецкий.
В 1954 году Пиринемский сельсовет был присоединён к Шотогорскому, Быстровский сельсовет — к Карпогорскому, Явзорский сельсовет — к Лавельскому, Городецкий сельсовет — к Сурскому, Шардонемский сельсовет — к Ваймужскому.
11 сентября 1959 года Карпогорский район был упразднён, а его территория вошла в состав Пинежского района.